# Samantha Henry-Robinson
Samantha Henry-Robinson (née le 25 septembre 1988 à Kingston) est une athlète jamaïcaine, spécialiste des épreuves de sprint.

## Biographie
Elle participe aux séries du relais 4 × 100 m des Jeux olympiques de 2012, à Londres, et permet à l'équipe de Jamaïque d'accéder à la finale.

## Palmarès
| Date | Compétition               | Lieu      | Résultat | Épreuve   | Temps         |
| ---- | ------------------------- | --------- | -------- | --------- | ------------- |
| 2012 | Jeux olympiques           | Londres   | 2e       | 4 × 100 m | [ 1 ]         |
| 2014 | Relais mondiaux de l'IAAF | Nassau    | 2e       | 4 × 100 m | 42 s 28       |
| 2014 | Coupe continentale        | Marrakech | 1re      | 4 × 100 m | 42 s 44       |
| 2015 | Relais mondiaux de l'IAAF | Nassau    | 2e       | 4 × 200 m | 1 min 31 s 73 |
| 2015 | Jeux panaméricains        | Toronto   | 2e       | 4 x 100 m | 42 s 68       |
| 2015 | Championnats NACAC        | San José  | 5e       | 100 m     | 11 s 45       |

## Records
| Épreuve | Performance | Lieu     | Date          |
| ------- | ----------- | -------- | ------------- |
| 100 m   | 11 s 00     | Clermont | 26 avril 2014 |